# Apodytes dimidiata
Apodytes dimidiata är en tvåhjärtbladig växtart som beskrevs av Ernst Meyer och George Arnott Walker Arnott. Apodytes dimidiata ingår i släktet Apodytes och familjen Icacinaceae. Inga underarter finns listade i Catalogue of Life.